# San Petrone
San Petrone je gora na Korziki, v departmaju Haute-Corse v pokrajini Castagniccia. Visoka je 1.767 metrov.